# 5e étape du Tour d'Italie 2021
Pour un article plus général, voir Tour d'Italie 2021.
La 5e étape du Tour d'Italie 2021 se déroule le mercredi 12 mai 2021 entre Modène et Cattolica, sur une distance de 175 km.

## Déroulement de la course
L’échappée matinale, composée des Italiens Filippo Tagliani (Androni Giocattoli-Sidermec) et Umberto Marengo (Bardiani-CSF-Faizane) est reprise par le peloton à 105 kilomètres de l'arrivée. Un autre duo représentant les mêmes équipes se dégage alors du peloton à 69 kilomètres du terme. Il s'agit du Suisse Simon Pellaud (Androni Giocattoli-Sidermec) et de l'Italien Davide Gabburo (Bardiani-CSF-Faizane). Ce duo est rejoint par le Français Alexis Gougeard (AG2R Citroën Team) à 21 kilomètres de l’arrivée. Mais l'avance des fuyards fond sous l'impulsion des équipiers des sprinteurs et le trio de tête est repris un peu après la banderole annonçant les cinq derniers kilomètres. Quelques hectomètres plus loin, une chute se produit au sein du peloton faisant comme victimes principales l'Espagnol Mikel Landa (Bahrain) qui est contraint à l'abandon et le deuxième du classement général Joe Dombrowski (UAE Team Emirates). Dans la station balnéaire de Cattolica, le sprint est remporté par l'Australien Caleb Ewan (Lotto-Soudal) devant les Italiens Giacomo Nizzolo (Qhubeka Assos) et Elia Viviani (Cofidis).

## Résultats

### Classement de l'étape
| \| Classement de l'étape \| Classement de l'étape \| Classement de l'étape \| Classement de l'étape \| Classement de l'étape \| \| Coureur \| Coureur \| Pays \| Équipe \| Temps \| \| --------------------- \| --------------------- \| --------------------- \| ---------------------------------- \| --------------------- \| \| 1er \| Caleb Ewan \| Australie \| Lotto-Soudal \| 4 h 07 min 01 s \| \| 2e \| Giacomo Nizzolo \| Italie \| Qhubeka Assos \| + 0 s \| \| 3e \| Elia Viviani \| Italie \| Cofidis \| + 0 s \| \| 4e \| Peter Sagan \| Slovaquie \| Bora-Hansgrohe \| + 0 s \| \| 5e \| Fernando Gaviria \| Colombie \| UAE Team Emirates \| + 0 s \| \| 6e \| Matteo Moschetti \| Italie \| Trek-Segafredo \| + 0 s \| \| 7e \| Andrea Pasqualon \| Italie \| Intermarché-Wanty-Gobert Matériaux \| + 0 s \| \| 8e \| Dylan Groenewegen \| Pays-Bas \| Jumbo-Visma \| + 0 s \| \| 9e \| Manuel Belletti \| Italie \| Eolo-Kometa \| + 0 s \| \| 10e \| Davide Cimolai \| Italie \| Israel Start-Up Nation \| + 0 s \| |                   |           |                                    |                 |
| |                   |           |                                    |                 |
| Source : ProCyclingStats |                   |           |                                    |                 |
| Classement de l'étape |                   |           |                                    |                 |
| Coureur | Coureur           | Pays      | Équipe                             | Temps           |
| 1er | Caleb Ewan        | Australie | Lotto-Soudal                       | 4 h 07 min 01 s |
| 2e | Giacomo Nizzolo   | Italie    | Qhubeka Assos                      | + 0 s           |
| 3e | Elia Viviani      | Italie    | Cofidis                            | + 0 s           |
| 4e | Peter Sagan       | Slovaquie | Bora-Hansgrohe                     | + 0 s           |
| 5e | Fernando Gaviria  | Colombie  | UAE Team Emirates                  | + 0 s           |
| 6e | Matteo Moschetti  | Italie    | Trek-Segafredo                     | + 0 s           |
| 7e | Andrea Pasqualon  | Italie    | Intermarché-Wanty-Gobert Matériaux | + 0 s           |
| 8e | Dylan Groenewegen | Pays-Bas  | Jumbo-Visma                        | + 0 s           |
| 9e | Manuel Belletti   | Italie    | Eolo-Kometa                        | + 0 s           |
| 10e | Davide Cimolai    | Italie    | Israel Start-Up Nation             | + 0 s           |

### Points attribués pour le classement par points
| Sprint intermédiaire Imola (km 70) | Sprint intermédiaire Imola (km 70) | Sprint intermédiaire Imola (km 70) | Sprint intermédiaire Imola (km 70) | Sprint intermédiaire Imola (km 70) |
| ---------------------------------- | ---------------------------------- | ---------------------------------- | ---------------------------------- | ---------------------------------- |
|                                    | Coureur                            | Pays                               | Équipe                             | Point(s)                           |
| 1er                                | Filippo Tagliani                   | Italie                             | Androni Giocattoli-Sidermec        | 12                                 |
| 2e                                 | Umberto Marengo                    | Italie                             | Bardiani CSF Faizanè               | 8                                  |
| 3e                                 | Fernando Gaviria                   | Colombie                           | UAE Emirates                       | 6                                  |
| 4e                                 | Elia Viviani                       | Italie                             | Cofidis                            | 5                                  |
| 5e                                 | Tim Merlier                        | Belgique                           | Alpecin-Fenix                      | 4                                  |
| 6e                                 | Peter Sagan                        | Slovaquie                          | Bora-Hansgrohe                     | 3                                  |
| 7e                                 | Giacomo Nizzolo                    | Italie                             | Qhubeka Assos                      | 2                                  |
| 8e                                 | Andrea Pasqualon                   | Italie                             | Intermarché-Wanty-Gobert Matériaux | 1                                  |
| modifier                           |                                    |                                    |                                    |                                    |

| Arrivée d'étape Cattolica (km 175) | Arrivée d'étape Cattolica (km 175) | Arrivée d'étape Cattolica (km 175) | Arrivée d'étape Cattolica (km 175) | Arrivée d'étape Cattolica (km 175) |
| ---------------------------------- | ---------------------------------- | ---------------------------------- | ---------------------------------- | ---------------------------------- |
|                                    | Coureur                            | Pays                               | Équipe                             | Point(s)                           |
| 1er                                | Caleb Ewan                         | Australie                          | Lotto-Soudal                       | 50                                 |
| 2e                                 | Giacomo Nizzolo                    | Italie                             | Qhubeka Assos                      | 35                                 |
| 3e                                 | Elia Viviani                       | Italie                             | Cofidis                            | 25                                 |
| 4e                                 | Peter Sagan                        | Slovaquie                          | Bora-Hansgrohe                     | 18                                 |
| 5e                                 | Fernando Gaviria                   | Colombie                           | UAE Emirates                       | 14                                 |
| 6e                                 | Matteo Moschetti                   | Italie                             | Trek-Segafredo                     | 12                                 |
| 7e                                 | Andrea Pasqualon                   | Italie                             | Intermarché-Wanty-Gobert Matériaux | 10                                 |
| 8e                                 | Dylan Groenewegen                  | Pays-Bas                           | Jumbo-Visma                        | 8                                  |
| 9e                                 | Manuel Belletti                    | Italie                             | Eolo-Kometa                        | 7                                  |
| 10e                                | Davide Cimolai                     | Italie                             | Israel Start-Up Nation             | 6                                  |
| 11e                                | Simone Consonni                    | Italie                             | Cofidis                            | 5                                  |
| 12e                                | Tim Merlier                        | Belgique                           | Alpecin-Fenix                      | 4                                  |
| 13e                                | Filippo Tagliani                   | Italie                             | Androni Giocattoli-Sidermec        | 3                                  |
| 14e                                | Max Kanter                         | Allemagne                          | Team DSM                           | 2                                  |
| 15e                                | Lawrence Naesen                    | Belgique                           | AG2R Citroën                       | 1                                  |
| modifier                           |                                    |                                    |                                    |                                    |

### Points attribués pour le classement des sprints intermédiaires
| Sprint intermédiaire Imola (km 70) | Sprint intermédiaire Imola (km 70) | Sprint intermédiaire Imola (km 70) | Sprint intermédiaire Imola (km 70) | Sprint intermédiaire Imola (km 70) |
| ---------------------------------- | ---------------------------------- | ---------------------------------- | ---------------------------------- | ---------------------------------- |
|                                    | Coureur                            | Pays                               | Équipe                             | Point(s)                           |
| 1er                                | Filippo Tagliani                   | Italie                             | Androni Giocattoli-Sidermec        | 10                                 |
| 2e                                 | Umberto Marengo                    | Italie                             | Bardiani CSF Faizanè               | 6                                  |
| 3e                                 | Fernando Gaviria                   | Colombie                           | UAE Emirates                       | 3                                  |
| 4e                                 | Elia Viviani                       | Italie                             | Cofidis                            | 2                                  |
| 5e                                 | Tim Merlier                        | Belgique                           | Alpecin-Fenix                      | 1                                  |
| modifier                           |                                    |                                    |                                    |                                    |

| Sprint intermédiaire Savignano sul Rubicone (km 135,6) | Sprint intermédiaire Savignano sul Rubicone (km 135,6) | Sprint intermédiaire Savignano sul Rubicone (km 135,6) | Sprint intermédiaire Savignano sul Rubicone (km 135,6) | Sprint intermédiaire Savignano sul Rubicone (km 135,6) |
| ------------------------------------------------------ | ------------------------------------------------------ | ------------------------------------------------------ | ------------------------------------------------------ | ------------------------------------------------------ |
|                                                        | Coureur                                                | Pays                                                   | Équipe                                                 | Point(s)                                               |
| 1er                                                    | Davide Gabburo                                         | Italie                                                 | Bardiani CSF Faizanè                                   | 10                                                     |
| 2e                                                     | Simon Pellaud                                          | Suisse                                                 | Androni Giocattoli-Sidermec                            | 6                                                      |
| 3e                                                     | Filippo Fiorelli                                       | Italie                                                 | Bardiani CSF Faizanè                                   | 3                                                      |
| 4e                                                     | Giovanni Visconti                                      | Italie                                                 | Bardiani CSF Faizanè                                   | 2                                                      |
| 5e                                                     | Thomas De Gendt                                        | Belgique                                               | Lotto-Soudal                                           | 1                                                      |
| modifier                                               |                                                        |                                                        |                                                        |                                                        |

### Bonifications
|   | Coureur          | Pays   | Équipe                      | Secondes |
| - | ---------------- | ------ | --------------------------- | -------- |
| 1 | Davide Gabburo   | Italie | Bardiani CSF Faizanè        | 3 s      |
| 2 | Simon Pellaud    | Suisse | Androni Giocattoli-Sidermec | 2 s      |
| 3 | Filippo Fiorelli | Italie | Bardiani CSF Faizanè        | 1 s      |

|   | Coureur         | Pays      | Équipe        | Secondes |
| - | --------------- | --------- | ------------- | -------- |
| 1 | Caleb Ewan      | Australie | Lotto-Soudal  | 10 s     |
| 2 | Giacomo Nizzolo | Italie    | Qhubeka Assos | 6 s      |
| 3 | Elia Viviani    | Italie    | Cofidis       | 4 s      |

## Classements à l'issue de l'étape

### Classement général
| \| Classement général \| Classement général \| Classement général \| Classement général \| Classement général \| \| Coureur \| Coureur \| Pays \| Équipe \| Temps \| \| ------------------ \| -------------------- \| ------------------ \| ---------------------- \| ------------------ \| \| 1er \| Alessandro De Marchi \| Italie \| Israel Start-Up Nation \| 17 h 57 min 45 s \| \| 2e \| Louis Vervaeke \| Belgique \| Alpecin-Fenix \| + 42 s \| \| 3e \| Nélson Oliveira \| Portugal \| Movistar Team \| + 48 s \| \| 4e \| Attila Valter \| Hongrie \| Groupama-FDJ \| + 1 min 00 s \| \| 5e \| Nicolas Edet \| France \| Cofidis \| + 1 min 15 s \| \| 6e \| Aleksandr Vlasov \| Russie \| Astana-Premier Tech \| + 1 min 24 s \| \| 7e \| Remco Evenepoel \| Belgique \| Deceuninck-Quick Step \| + 1 min 28 s \| \| 8e \| Alberto Bettiol \| Italie \| EF Education-Nippo \| + 1 min 37 s \| \| 9e \| Hugh Carthy \| Royaume-Uni \| EF Education-Nippo \| + 1 min 38 s \| \| 10e \| Egan Bernal \| Colombie \| Ineos Grenadiers \| + 1 min 39 s \| |                      |             |                        |                  |
| |                      |             |                        |                  |
| Source : ProCyclingStats |                      |             |                        |                  |
| Classement général |                      |             |                        |                  |
| Coureur | Coureur              | Pays        | Équipe                 | Temps            |
| 1er | Alessandro De Marchi | Italie      | Israel Start-Up Nation | 17 h 57 min 45 s |
| 2e | Louis Vervaeke       | Belgique    | Alpecin-Fenix          | + 42 s           |
| 3e | Nélson Oliveira      | Portugal    | Movistar Team          | + 48 s           |
| 4e | Attila Valter        | Hongrie     | Groupama-FDJ           | + 1 min 00 s     |
| 5e | Nicolas Edet         | France      | Cofidis                | + 1 min 15 s     |
| 6e | Aleksandr Vlasov     | Russie      | Astana-Premier Tech    | + 1 min 24 s     |
| 7e | Remco Evenepoel      | Belgique    | Deceuninck-Quick Step  | + 1 min 28 s     |
| 8e | Alberto Bettiol      | Italie      | EF Education-Nippo     | + 1 min 37 s     |
| 9e | Hugh Carthy          | Royaume-Uni | EF Education-Nippo     | + 1 min 38 s     |
| 10e | Egan Bernal          | Colombie    | Ineos Grenadiers       | + 1 min 39 s     |

| Classement par points | Classement par points | Classement par points | Classement par points              | Classement par points |
| Coureur               | Coureur               | Pays                  | Équipe                             | Points                |
| --------------------- | --------------------- | --------------------- | ---------------------------------- | --------------------- |
| 1er                   | Giacomo Nizzolo       | Italie                | Qhubeka Assos                      | 72 pts                |
| 2e                    | Elia Viviani          | Italie                | Cofidis                            | 68 pts                |
| 3e                    | Tim Merlier           | Belgique              | Alpecin-Fenix                      | 58 pts                |
| 4e                    | Caleb Ewan            | Australie             | Lotto-Soudal                       | 56 pts                |
| 5e                    | Peter Sagan           | Slovaquie             | Bora-Hansgrohe                     | 50 pts                |
| 6e                    | Filippo Tagliani      | Italie                | Androni Giocattoli-Sidermec        | 39 pts                |
| 7e                    | Davide Cimolai        | Italie                | Israel Start-Up Nation             | 31 pts                |
| 8e                    | Fernando Gaviria      | Colombie              | UAE Team Emirates                  | 30 pts                |
| 9e                    | Taco van der Hoorn    | Pays-Bas              | Intermarché-Wanty-Gobert Matériaux | 28 pts                |
| 10e                   | Filippo Fiorelli      | Italie                | Bardiani CSF Faizanè               | 28 pts                |

| Classement par points | Classement par points | Classement par points | Classement par points              | Classement par points |
| Coureur               | Coureur               | Pays                  | Équipe                             | Points                |
| --------------------- | --------------------- | --------------------- | ---------------------------------- | --------------------- |
| 1er                   | Giacomo Nizzolo       | Italie                | Qhubeka Assos                      | 72 pts                |
| 2e                    | Elia Viviani          | Italie                | Cofidis                            | 68 pts                |
| 3e                    | Tim Merlier           | Belgique              | Alpecin-Fenix                      | 58 pts                |
| 4e                    | Caleb Ewan            | Australie             | Lotto-Soudal                       | 56 pts                |
| 5e                    | Peter Sagan           | Slovaquie             | Bora-Hansgrohe                     | 50 pts                |
| 6e                    | Filippo Tagliani      | Italie                | Androni Giocattoli-Sidermec        | 39 pts                |
| 7e                    | Davide Cimolai        | Italie                | Israel Start-Up Nation             | 31 pts                |
| 8e                    | Fernando Gaviria      | Colombie              | UAE Team Emirates                  | 30 pts                |
| 9e                    | Taco van der Hoorn    | Pays-Bas              | Intermarché-Wanty-Gobert Matériaux | 28 pts                |
| 10e                   | Filippo Fiorelli      | Italie                | Bardiani CSF Faizanè               | 28 pts                |

| Classement de la montagne | Classement de la montagne | Classement de la montagne | Classement de la montagne          | Classement de la montagne |
| Coureur                   | Coureur                   | Pays                      | Équipe                             | Points                    |
| ------------------------- | ------------------------- | ------------------------- | ---------------------------------- | ------------------------- |
| 1er                       | Joe Dombrowski            | États-Unis                | UAE Team Emirates                  | 18 pts                    |
| 2e                        | Vincenzo Albanese         | Italie                    | Eolo-Kometa                        | 16 pts                    |
| 3e                        | Rein Taaramäe             | Estonie                   | Intermarché-Wanty-Gobert Matériaux | 13 pts                    |
| 4e                        | Alessandro De Marchi      | Italie                    | Israel Start-Up Nation             | 10 pts                    |
| 5e                        | Francesco Gavazzi         | Italie                    | Eolo-Kometa                        | 9 pts                     |
| 6e                        | Simon Pellaud             | Suisse                    | Androni Giocattoli-Sidermec        | 6 pts                     |
| 7e                        | Christopher Juul Jensen   | Danemark                  | BikeExchange                       | 6 pts                     |
| 8e                        | Lars van den Berg         | Pays-Bas                  | Groupama-FDJ                       | 6 pts                     |
| 9e                        | Filippo Fiorelli          | Italie                    | Bardiani CSF Faizanè               | 6 pts                     |
| 10e                       | Louis Vervaeke            | Belgique                  | Alpecin-Fenix                      | 5 pts                     |

| Classement de la montagne | Classement de la montagne | Classement de la montagne | Classement de la montagne          | Classement de la montagne |
| Coureur                   | Coureur                   | Pays                      | Équipe                             | Points                    |
| ------------------------- | ------------------------- | ------------------------- | ---------------------------------- | ------------------------- |
| 1er                       | Joe Dombrowski            | États-Unis                | UAE Team Emirates                  | 18 pts                    |
| 2e                        | Vincenzo Albanese         | Italie                    | Eolo-Kometa                        | 16 pts                    |
| 3e                        | Rein Taaramäe             | Estonie                   | Intermarché-Wanty-Gobert Matériaux | 13 pts                    |
| 4e                        | Alessandro De Marchi      | Italie                    | Israel Start-Up Nation             | 10 pts                    |
| 5e                        | Francesco Gavazzi         | Italie                    | Eolo-Kometa                        | 9 pts                     |
| 6e                        | Simon Pellaud             | Suisse                    | Androni Giocattoli-Sidermec        | 6 pts                     |
| 7e                        | Christopher Juul Jensen   | Danemark                  | BikeExchange                       | 6 pts                     |
| 8e                        | Lars van den Berg         | Pays-Bas                  | Groupama-FDJ                       | 6 pts                     |
| 9e                        | Filippo Fiorelli          | Italie                    | Bardiani CSF Faizanè               | 6 pts                     |
| 10e                       | Louis Vervaeke            | Belgique                  | Alpecin-Fenix                      | 5 pts                     |

| Classement du meilleur jeune | Classement du meilleur jeune | Classement du meilleur jeune | Classement du meilleur jeune | Classement du meilleur jeune |
| Coureur                      | Coureur                      | Pays                         | Équipe                       | Temps                        |
| ---------------------------- | ---------------------------- | ---------------------------- | ---------------------------- | ---------------------------- |
| 1er                          | Attila Valter                | Hongrie                      | Groupama-FDJ                 | 17 h 58 min 45 s             |
| 2e                           | Aleksandr Vlasov             | Russie                       | Astana-Premier Tech          | + 24 s                       |
| 3e                           | Remco Evenepoel              | Belgique                     | Deceuninck-Quick Step        | + 28 s                       |
| 4e                           | Egan Bernal                  | Colombie                     | Ineos Grenadiers             | + 39 s                       |
| 5e                           | Daniel Martínez              | Colombie                     | Ineos Grenadiers             | + 1 min 10 s                 |
| 6e                           | Jai Hindley                  | Australie                    | Team DSM                     | + 1 min 20 s                 |
| 7e                           | Tobias Foss                  | Norvège                      | Jumbo-Visma                  | + 1 min 42 s                 |
| 8e                           | Harold Tejada                | Colombie                     | Astana-Premier Tech          | + 2 min 56 s                 |
| 9e                           | Gino Mäder                   | Suisse                       | Bahrain Victorious           | + 2 min 58 s                 |
| 10e                          | João Almeida                 | Portugal                     | Deceuninck-Quick Step        | + 4 min 38 s                 |

| Classement du meilleur jeune | Classement du meilleur jeune | Classement du meilleur jeune | Classement du meilleur jeune | Classement du meilleur jeune |
| Coureur                      | Coureur                      | Pays                         | Équipe                       | Temps                        |
| ---------------------------- | ---------------------------- | ---------------------------- | ---------------------------- | ---------------------------- |
| 1er                          | Attila Valter                | Hongrie                      | Groupama-FDJ                 | 17 h 58 min 45 s             |
| 2e                           | Aleksandr Vlasov             | Russie                       | Astana-Premier Tech          | + 24 s                       |
| 3e                           | Remco Evenepoel              | Belgique                     | Deceuninck-Quick Step        | + 28 s                       |
| 4e                           | Egan Bernal                  | Colombie                     | Ineos Grenadiers             | + 39 s                       |
| 5e                           | Daniel Martínez              | Colombie                     | Ineos Grenadiers             | + 1 min 10 s                 |
| 6e                           | Jai Hindley                  | Australie                    | Team DSM                     | + 1 min 20 s                 |
| 7e                           | Tobias Foss                  | Norvège                      | Jumbo-Visma                  | + 1 min 42 s                 |
| 8e                           | Harold Tejada                | Colombie                     | Astana-Premier Tech          | + 2 min 56 s                 |
| 9e                           | Gino Mäder                   | Suisse                       | Bahrain Victorious           | + 2 min 58 s                 |
| 10e                          | João Almeida                 | Portugal                     | Deceuninck-Quick Step        | + 4 min 38 s                 |

| Classement par équipes | Classement par équipes | Classement par équipes | Classement par équipes |
| Équipe                 | Équipe                 | Pays                   | Temps                  |
| ---------------------- | ---------------------- | ---------------------- | ---------------------- |
| 1re                    | Bahrain Victorious     | Bahreïn                | 53 h 58 min 03 s       |
| 2e                     | Ineos Grenadiers       | Royaume-Uni            | + 4 s                  |
| 3e                     | UAE Team Emirates      | Émirats arabes unis    | + 13 s                 |
| 4e                     | Team BikeExchange      | Australie              | + 50 s                 |
| 5e                     | EF Education-Nippo     | États-Unis             | + 1 min 35 s           |
| 6e                     | Trek-Segafredo         | États-Unis             | + 2 min 18 s           |
| 7e                     | Israel Start-Up Nation | Israël                 | + 3 min 40 s           |
| 8e                     | Deceuninck-Quick Step  | Belgique               | + 4 min 52 s           |
| 9e                     | Jumbo-Visma            | Pays-Bas               | + 5 min 16 s           |
| 10e                    | Team DSM               | Allemagne              | + 5 min 25 s           |

| Classement par équipes | Classement par équipes | Classement par équipes | Classement par équipes |
| Équipe                 | Équipe                 | Pays                   | Temps                  |
| ---------------------- | ---------------------- | ---------------------- | ---------------------- |
| 1re                    | Bahrain Victorious     | Bahreïn                | 53 h 58 min 03 s       |
| 2e                     | Ineos Grenadiers       | Royaume-Uni            | + 4 s                  |
| 3e                     | UAE Team Emirates      | Émirats arabes unis    | + 13 s                 |
| 4e                     | Team BikeExchange      | Australie              | + 50 s                 |
| 5e                     | EF Education-Nippo     | États-Unis             | + 1 min 35 s           |
| 6e                     | Trek-Segafredo         | États-Unis             | + 2 min 18 s           |
| 7e                     | Israel Start-Up Nation | Israël                 | + 3 min 40 s           |
| 8e                     | Deceuninck-Quick Step  | Belgique               | + 4 min 52 s           |
| 9e                     | Jumbo-Visma            | Pays-Bas               | + 5 min 16 s           |
| 10e                    | Team DSM               | Allemagne              | + 5 min 25 s           |

## Abandons
- Mikel Landa (Bahrain Victorious) : abandon